# مرسى جواسيس
مرسى جواسيس مكان يقع على ساحل البحر الأحمر بالصحراء الشرقية في مصر، إلى جنوب سفاجة وإلى شمال مرسى علم. به موقع أثري فيه مرساوات حديدية وآثار لسفن بحرية، من أمفورات وصناديق خشبية مدفونة مكتوب عليها «هنا خيرات البنط » وحبال في داخل كهف صحراوي. استـُكشفت في القرن الحادي والعشرين (سنوات 2004-2006) من علماء آثار إيطاليين. ووفّرت الاستكشافات هناك دلائل فارقة لأساليب البناء التي اتّبعها القدماء المصريون واختيارا هم لأنواع الخشب، إضافة إلى اهتمام العلماء خصوصا بعد اقتران الدكتورة «شيريل وارد» - الأستاذة في علم الأثار البحرية للفراعنة بجامعة فلوريدا - بإعادة بناء سفينة على نمط سفينة حتشبسوت والإقلاع بها من البحر الأحمر جنوبا.
أثبتت اكتشافات مرسى جواسيس أنّ تصاميم وأساليب البناء التي ابتكرها المصريون للإبحار النهري كانت ناجحة في البحر أيضًا. وقد أعادت الملكة حتشبسوت (أول ملكة فرعونية) إرسال البعثات البحرية إلى بلاد بنط، حيث كانت تلك البعثات قد انقطعت خلال الفترة الانتقالية الأولى، فكانت هناك اتصالات مع بلاد بنط في عهد ساحورع من الأسرة الخامسة وجد كا رع وكان قبطانه «با ور جد» وكذلك في عهد منتوحتب الثالث وكان قبطانه «حنينو».
أسندت حتشبسوت القيام بالبعثة إلى بنط إلى حامل أختام الملكة المسمى نهسي. وقاد نهسي 5 سفن كل واحدة منها طولها 21 متر وعليها 210 من البخارة والكتاب.
لاقت البعثة نجاحًا كبيرًا، فرجعت السفن بكنوز من أخشاب وذهب وبخور وأحجار كريمة وعاج وجلود وريش النعام وأنواع من الحيوانات مثل الزراف والنمور والفهود وأهم ما رجعوا به عدد 31 شجرة مزروعة من الراتنج والمر الذي كانوا يستخدموه لإنتاج البخور ليستخدموه في تقديم القرابين لآلهتهم في المعابد. توجد جهود لتشجيع الغطس لمشاهدة الآثار الغارقة.

## وصلات خارجية
- http://archaeogate.org/egittologia/article/441
- http://ww2.coastal.edu/cward/drward_publications.php نسخة محفوظة 22 سبتمبر 2012 على موقع واي باك مشين.
- http://fullepisode.info/the-pharaoh-who-conquered-the-sea
- آثار مصر الغارقة - من موقع «اكتشف الإسكندرية»